# Джек Батленд
Джек Ба́тленд (англ. Jack Butland, нар. 10 березня 1993, Бристоль, Англія) — англійський футболіст, воротар клубу «Рейнджерс».

## Клубна кар'єра

### «Бірмінгем Сіті»
Грав за молодіжну академію «Клеведон Юнайтед». 2007 року перейшов в академію «Бірмінгем Сіті». У віці 16 років дебютував за резервний склад «Бірмінгема». У березні 2010 року підписав перший професійний контракт у своїй кар'єрі. За підсумками сезону 2009/10 був визнаний найкращим молодим гравцем «Бірмінгем Сіті». У жовтні 2010 року зламав руку, після чого йому було зроблено операцію.
У вересні 2011 року Джек перейшов до клубу Другої Футбольної ліги «Челтнем Таун» на правах оренди строком на місяць. Він одразу ж став гравцем стартового складу, дебютувавши за клуб 10 вересня в матчі проти «Маклсфілд Таун». Перебуваючи в оренді, продовжив свій контракт з «Бірмінгемом» до червня 2015. У жовтні 2011 року «Челтнем Таун» продовжив оренду Батленда ще на 2 місяці. У грудні 2011 року термін його оренди підійшов до кінця. За три місяці, проведені в оренді, Батленд зіграв 12 матчів, причому в семи з них зберіг ворота «сухими». Проте вже в лютому 2012 року Джек знову повернувся в «Челтнем Таун» на правах оренди до закінчення сезону. У квітні, коли травму отримав основний воротар «Бірмінгема» Боаз Майхілл, Батленд був відкликаний з оренди і став другим воротарем команди після Коліна Дойла.
Проте з наступного сезону Майхілл покинув «Бірмінгем Сіті» і Батленд став повноцінним гравцем основи. Хороша гра голкіпера привернула увагу представника Прем'єр-ліги «Сток Сіті», який 31 січня 2013 року за 3,5 млн фунтів викупив контракт гравця. Проте до кінця сезону Батленд продовжив виступати в Чемпіоншипі за «Бірмінгем Сіті» на правах оренди, зігравши в усіх 46 матчах чемпіонату.

### «Сток Сіті»
Улітку 2013 року Батленд приєднався до «гончарів», проте на рівних конкурувати з досвідченими воротарями Асміром Беговичем та Томасом Соренсеном не міг. Через це 26 вересня Батленд знову був відданий в оренду до кінця року в «Барнслі» з Чемпіоншипу, де знову став основним воротарем. За час оренди Батленд зіграв у 13 матчів за «Барнслі», після чого повернувся в «Сток», коли як основний воротар команди Бегович отримав травму. 1 січня 2014 року Батленд дебютував в Прем'єр-лізі за «гончарів», замінивши по ходу матчу проти «Евертона» травмованого голкіпера Томаса Соренсена, матч закінчився нічиєю 1:1, а Батленд пропустив гол на 90-й хвилині з пенальті. В наступному матчі чемпіонату 12 січня проти «Ліверпуля», який закінчився поразкою 5:3, Джек вперше вийшов на поле в основному складі . Після цього, зігравши ще в одному матчі чемпіонату проти «Крістал Пелас», Батленд втратив місце в основі з відновленням Беговича.
Через це 20 лютого Батленда знову віддали в оренду в клуб Чемпіоншипа «Лідс Юнайтед» до кінця сезону, після того як вони через травму втратили свого основного голкіпера Педді Кенні. Через це Батленд і тут став основним воротарем, пропустивши до кінця сезону 28 голів в 16 матчах.
Влітку 2014 року воротар знову повернувся в «Сток Сіті», лишаючись лише третім воротарем команди.

## Виступи за збірні
Дебютував на міжнародному рівні 3 жовтня 2008 року за юнацьку збірну Англії до 16 років в матчі Victory Shield проти однолітків з Північної Ірландії і зберіг ворота сухими (6:0).
З 2009 року став виступати за збірну до 17 років, в якій впродовж наступних двох років був основним воротарем команди, якій допоміг виграти юнацький чемпіонат Європи 2010 року в Ліхтенштейні.
2010 року дебютував у складі юнацької збірної Англії до 19 років, проте не зміг допомогти команді пробитись на чемпіонат Європи 2011 року — в останньому з відбіркових матчів їм перешкодила збірна Іспанії (1:1)), яка після цієї нічиєї зайняла перше місце в групі через кращу різницю забитих і пропущених голів. Того ж року Джек у складі збірної до 20 років поїхав на молодіжний чемпіонат світу. Протягом усього «мундіалю» Батленд був буквально непробивний, не пропустивши жодного м'яча на груповому етапі. Лише в раунді плей-оф проти збірної Нігерії Джек пропустив м'яч, але цього єдиного м'яча вистачило, щоб англійці вибули з боротьби, так як в усіх чотирьох матчах англійці так і не забили жодного м'яча.
1 вересня 2011 року Батленд дебютував у молодіжної збірної Англії до 21 року в першому матчі відбору на молодіжний чемпіонат Європи 2013 року проти однолітків з Азербайджану, здобувши впевнену перемогу 6:0. В підсумку Англія з легкістю виграла свою групу (7 перемог у 8 матчах), а потім в раунді плей-оф здолали Сербію (1:0, 1:0) та кваліфікувались на турнір. Проте на турнірі, де Батленд знову був основним воротарем, Англія програла всі три матчі групи і покинули змагання.
Влітку 2012 року стало відомо, що Джек Батленд увійде до складу національної збірної Англії на чемпіонаті Європи 2012 року. Батленд потрапив до складу збірної 25 травня, після того як третій воротар збірної Джон Радді, який мав їхати на турнір, зламав на тренуванні палець. На турнірі Батленд був третім воротарем після Джо Харта і Роберта Гріна, тому так і не зміг дебютувати за збірну. 
2 липня 2012 року Батленд увійшов до складу британської олімпійської футбольної збірної, незважаючи на те, що спочатку передбачалося, що з учасників збірної чемпіонату Європи на Олімпіаду не поїде ніхто. На турнірі Батленд також був основним воротарем, дійшовши до чвертьфіналу, де не зміг допомогти команді в серії пенальті проти збірної Південної Кореї, не відбивши жодного пенальті.
У серпні 2012 року тренер збірної Англії Рой Годжсон назвав експериментальний склад збірної на перший товариський матч сезону проти Італії в Берні, куди потрапив і Батленд. Після того як основний воротар Джо Харт покинув розташування збірної через травму спини, Батленд був заявлений в стартовому складі на цей матч, ставши наймолодшим голкіпером, що дебютував у складі збірної Англії (19 років 158 днів). Попередній рекорд Біллі Муна був на 64 дні старше і тримався з 1888 року. В матчі Батленд пропустив один гол на початку гри від Даніеле де Россі з кутового і був замінений в перерві на Джона Радді.
Наразі провів у формі головної команди країни 9 матчів, пропустивши 4 голи.

## Статистика виступів

### Статистика виступів за збірну
Станом на 11 вересня 2018
| Дата       | Місто    | Господарі | Результат | Гості      | Турнір            | Голи | Примітки |
| ---------- | -------- | --------- | --------- | ---------- | ----------------- | ---- | -------- |
| 15-8-2012  | Берн     | Італія    | 1 – 2     | Англія     | товариський матч  | -1   | 45'      |
| 12-10-2015 | Вільнюс  | Литва     | 0 – 3     | Англія     | Відбір до ЧЄ 2016 | -    |          |
| 17-11-2015 | Лондон   | Англія    | 2 – 0     | Франція    | товариський матч  | -    | 46'      |
| 26-3-2016  | Берлін   | Німеччина | 2 – 3     | Англія     | товариський матч  | -1   | 46'      |
| 13-6-2017  | Сен-Дені | Франція   | 3 – 2     | Англія     | товариський матч  | -1   | 46'      |
| 8-10-2017  | Вільнюс  | Литва     | 0 – 1     | Англія     | Відбір до ЧС 2018 | -    |          |
| 27-3-2018  | Лондон   | Англія    | 1 – 1     | Італія     | товариський матч  | -1   |          |
| 7-6-2018   | Лідс     | Англія    | 2 – 0     | Коста-Рика | товариський матч  | -    | 65'      |
| 11-9-2018  | Лестер   | Англія    | 1 – 0     | Швейцарія  | товариський матч  | -    |          |
| Усього     |          | Матчів    | 9         |            | Голів             | -4   |          |

## Титули і досягнення
- Володар Кубка шотландської ліги (1):

«Рейнджерс»: 2023/24
Збірні
- Чемпіон Європи (U-17): 2010